# Rivula limbata
Rivula limbata är en fjärilsart som beskrevs av Herrich-Schäffer. Rivula limbata ingår i släktet Rivula och familjen nattflyn. Inga underarter finns listade.